# Agryppinus
Agryppinus (ur. najwcześniej ok. 65) - przedstawiciel dynastii herodiańskiej.
Był synem Mariamme VI, córki króla Heroda Agryppy I, i jej drugiego męża Demetriusza, alabarchy. Wspomina o nim Józef Flawiusz w Dawnych dziejach Izraela, zaznaczając, że w innym miejscu poda dalsze informacje na jego temat. W żadnym znanym dziele Flawiusza nie ma takich danych. Na tej podstawie część badaczy sądzi, że zamieścił je w nieznanej bliżej pracy.